# 303 Squadron
Pour les articles homonymes, voir Hurricane.
Pour plus de détails, voir Fiche technique et Distribution.
303 Squadron (Dywizjon 303. Historia prawdziwa) est un film polono-britannique réalisé par Denis Delic, sorti en 2018. Le scénario se base sur des intrigues du livre Groupe 303 (1942) d'Arkady Fiedler.

## Synopsis
Un groupe d'aviateurs polonais, après la défaite de leur pays face à l'Allemagne lors de la campagne de Pologne, veut combattre le Troisième Reich. Ils arrivent au Royaume-Uni allié où ils participent à la bataille d'Angleterre.

## Distribution
- Piotr Adamczyk (VF : Maurice Decoster) : Witold Urbanowicz
- Maciej Zakościelny (pl) (VF : Benjamin Pascal) : Jean Zumbach
- Cara Theobold (VF : Céline Melloul) : Victoria Brown
- Antoni Królikowski (pl) (VF : Bastien Bourlé) : Witold « Tolo » Łokuciewski
- Andrew Woodall (VF : Guy Chapellier) : Thomas Jones
- Anna Prus (pl) : Jagoda Kochan
- Krzysztof Kwiatkowski (pl) (VF : Denis Laustriat) : Mirosław « Ox » Ferić
- John Kay Steel (VF : Cyrille Monge) : Stanley Vincent (en)
- Jan Wieczorkowski (pl) (VF : Laurent Larcher) : Ludwik Paszkiewicz
- Marcin Kwaśny (pl) (VF : Samuel Tournade) : John A. Kent (en)
- Steffen Mennekes (VF : Baptiste Mège) : Wilhelm von Rüttenberg
- Piotr Witkowski (pl) (VF : Erik Khanthavixay) : Johann Behr
- Kirk Barker (en) (VF : Alexandre Gillet) : Athol Forbes (en)
- Maciej Cymorek : Josef František
- Sławomir Mandes : Tadeusz Andruszków (pl)
- Tomasz Mandes (pl) : Leopold Pamuła (pl)
- Nikodem Rozbicki (pl) : Stanisław Karubin
- Wacław Warchoł : Zdzisław Henneberg
- Aleksander Wróbel : Jan Daszewski (pl)
- Hubert Miłkowski : Kazimierz Wünsche (pl)
- Maciej Marczewski (pl) : Zdzisław Krasnodębski (pl)
- Jamie Hinde (VF : Philippe Catoire) : George VI
- Jacek Samojłowicz (pl) (VF : Patrice Melennec) : Hermann Göring
- Krzysztof Rurka : Arkady Fiedler

 Source et légende : version française (VF) sur RS Doublage et carton du doublage français.